# Leopold Wollmar
Leopold Alexander Maximilian Wollmar (* 25. Februar 1844 in Reppen; † nach 1913) war ein deutscher Schriftsteller.

## Leben
Leopold Wollmar war ein Sohn des Kreisgerichtsdirektor Alexander Wollmar und dessen Ehefrau Marie, geb. Weickert. Ein Bruder war Max Wollmar, welcher ebenfalls das Gymnasium Luckau besuchte und nachfolgend Rechtswissenschaften studierte.
Leopold Wollmar besuchte einige private und öffentliche Vorbereitungsschulen und erwarb im Gymnasium Luckau das Zeugnis der Reife. Durch seine große Beschäftigung der Natur wollte er anfänglich Naturwissenschaften studieren, sein Vater gestattete ihm jedoch nur ein Jahr Philosophie, welches er an der Universität Berlin studierte. Nachfolgend studierte er eineinhalb Jahre Rechtswissenschaften an den Universitäten Heidelberg, Bonn und Berlin und studierte darauf zwei Jahre Geschichte an den Universitäten München und Bonn. In der Vorbereitung zur Promotion fiel im Jahr 1867 seine Verwendung als Einjährig-Freiwilliger in der preußischen Armee und entschied sich nach diesem Jahr im aktiven Militärdienst zu verbleiben. Nach Besuch der vereinigten Artillerie- und Ingenieurschule in Berlin diente er im Garde-Pionier-Bataillon. Nach Ausbruch des Krieges gegen Frankreich diente er im Verband des Prinzen Friedrich Karl und beteiligte sich an den Kämpfen bis La Flèche. Nach Kriegsende ließ er sich in die Infanterie versetzen und diente die folgenden Jahren in den Garnisonen zu Brandenburg an der Havel und Königsberg (Neumark). Aufgrund schädlicher Nachwirkungen des Feldzuges gang er im Herbst 1881 zur Kur in den Süden und nahm im Jahr 1882 als Hauptmann seinen Abschied aus dem aktiven Militärdienst. Im Ruhestand wohnte er in Klein-Gaisbergweg in Heidelberg.

## Werke
- Der deutsche Reichs-Krieg: Schauspiel in fünf Aufzügen. 1899
- Daheim und im Felde. H. Hillger, 1900
- Die altmexikanischen, religiösen Bilderhandschriften und die Zuverlässigkeit ihrer alten und ihrer neuen Interpretationen. 1908